# Караскі (Киллесте)
Караскі (ест. Karaski) — село в Естонії, входить до складу волості Киллесте, повіту Пилвамаа.

## Відомі уродженці
- Гейнріх Марк — естонський державний та політичний діяч.